# 日曜テレビクラブ
日曜テレビクラブ（にちようテレビクラブ）は1961年4月9日から1962年4月1日までNHK総合テレビで放送されていたテレビ番組。

## 概要
毎週日曜の朝、家庭にいる小中学生を対象にした教養番組。

## 内容
前半
1961年4月から10月は理科・社会に関する話題。1961年11月から1962年3月は「新動物記」、「新昆虫記」を隔週で放送。
後半
クラブ活動や地域社会の中でいきいきと活動する子どもたちを紹介。

## 放送時間
- 日曜08:25-08:55